# 史蒂夫·米夫苏德
史蒂夫·米夫苏德（英語：Steve Mifsud，1972年8月25日—）是澳大利亚籍马耳他裔职业斯诺克选手。